# Hipoteza telomowa
Hipoteza telomowa – pogląd zakładający, że wszystkie organy sporofitu roślin wyższych (mszaków, paprotników i nasiennych) powstały w toku ewolucji z przekształcenia pierwotnego dychotomicznego układu telomów — końcowych odgałęzień widlasto rozgałęzionego, bezlistnego pędu, występujących między innymi u kopalnych ryniofitów (Rhyniophytina). Hipoteza zakłada, że w roślinie posiadającej dwa pędy, jeden z nich przewyższył drugi, następnie rozrósł się na odgałęzienia boczne, które z czasem zrosły się tworząc liście.